# Pallas Spangel

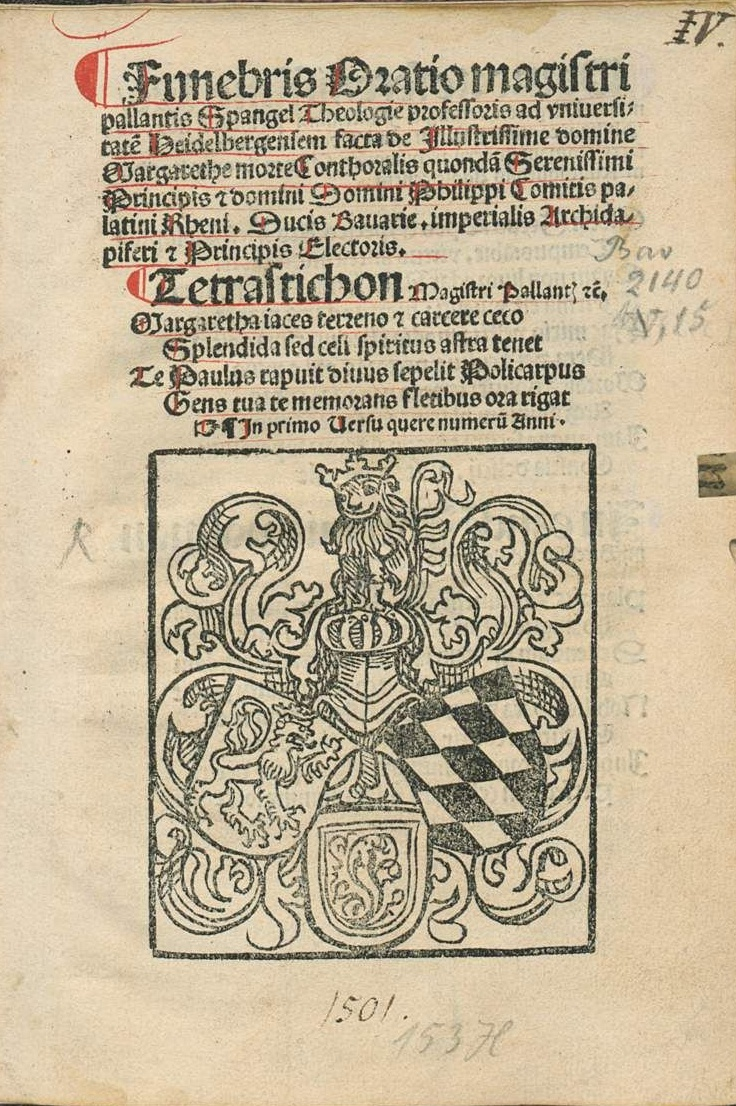
Titelseite der gedruckten Trauerrede Pallas Spangels auf Kurfürstin Margarete, 1501

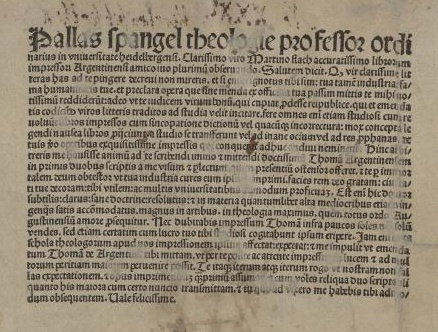
Pallas Spangel, Vorwort zu „Scripta super quattuor libros Sententiarum“, 1490

Pallas Spangel (* ca. 1445 in Neustadt an der Haardt, heute Neustadt an der Weinstraße; † 17. Juli 1512 in Heidelberg) war katholischer Priester, Theologieprofessor und mehrfach Rektor der Universität Heidelberg, außerdem Berater des Kurfürsten und kurpfälzischer Vizekanzler.

## Leben und Wirken

### Herkunft und Gelehrtentätigkeit
Pallas Spangel wurde als Sohn der Bürgersleute Werner und Mathilde Spangel im pfälzischen Neustadt an der Haardt geboren, wo er auch die Lateinschule des Liebfrauenstifts besuchte. Gemäß einem Eintrag im erhaltenen Seelbuch des Neustadter Stiftes dotierte er dort noch 1494 eine jährliche Gedächtnismesse für die verstorbenen Eltern. Von Neustadt wechselte Spangel an die Universität Heidelberg. Hier immatrikulierte er sich 1460 und absolvierte zunächst ein allgemeines Studium an der Artistenfakultät, das er am 6. Oktober 1466 mit dem Grad Baccalarius (=Bakkalaureus) abschloss. Dann stieg der junge Gelehrte rasch auf, wurde Baccalarius der Theologie, Prüfungscommissär (Temptator) an der artistischen Fakultät und schließlich deren Dekan. Spangel erhielt eine Professur in Theologie und avancierte 1477 zum Rektor der Universität Heidelberg. Dieses Amt bekleidete er auch noch dreimal danach und genoss unter seinen Kollegen sehr hohes Ansehen. Eines der fachlichen Hauptanliegen Pallas Spangels bildete die Synthese von Weisheit und Beredsamkeit – modern ausgedrückt, die Sorge darum, dass Lehrer nicht nur ihr Fach beherrschen, sondern sich auch darauf verstehen wie man den Stoff gut vorträgt und vermittelt.
Als der neu gewählte Wormser Bischof Johann III. von Dalberg 1483 die zu seinem Bistum gehörende Stadt Heidelberg besuchte, erhielt Spangel mit zwei weiteren Lehrern den Auftrag, dem Oberhirten ein Geschenk der Universität zu überreichen. Anlässlich der Hundertjahrfeier des dortigen Wirkens von Marsilius von Inghen hielt Professor Spangel 1486 diesem berühmten Leiter und Organisator der Heidelberger Hochschule eine Gedenkansprache.
Im März 1489 kam der römisch-deutsche König Maximilian I. in die Stadt, und Pallas Spangel fiel die ehrenvolle Aufgabe zu, ihn im Auftrag der Universität mit einer lateinischen Rede zu begrüßen. Sie ist noch erhalten und trägt den Titel: „Oratio extemporalis habita ad Maximilianum Romanorum regem“.
Im gleichen amtlichen Auftrag hielt der Professor die akademische Trauerrede auf die am 25. Januar 1501 verstorbene Margarete von Bayern, die Gemahlin von Kurfürst Philipp dem Aufrichtigen. Die Ansprache erschien zu Heidelberg unter dem Titel „Funebris oratio magistri Pallantis Spangel Theologiae professoris ad Universitatem Heidelbergensem facta de Illustrissime domine Margarete morte Conthoralis quondam Serenissimi Principis Philippi Comitis palatini Rheni“ im Druck.
Die größte und nachhaltigste schriftstellerische Leistung Spangels war die gedruckte Erstausgabe des zweibändigen scholastischen Werkes „Scripta super quattuor libros Sententiarum“, ein Kommentar von Thomas de Argentina zu den 4 Sentenzenbänden von Petrus Lombardus. Die Abhandlung wird wegen ihrer Stofffülle, Klarheit und Prägnanz bis heute geschätzt und erfuhr mehrere Auflagen bzw. Reprints. Den Erstdruck von Pallas Spangel aus dem Jahre 1490, mit seinem Vorwort, hat man 1971 in Frankfurt nochmals aufgelegt.

### Freunde, Schüler und Charakteristik
Obwohl fest in der Scholastik verwurzelt, war Spangel ein hochgeschätzter Freund zahlreicher Humanisten, darunter sein ehemaliger Schüler Jakob Wimpheling (1450–1528) der namhafteste Vertreter des katholisch geprägten Humanismus in der Reformationszeit. Mit ihm zusammen gab er 1508 die Predigten des Dominikaners Humbert von Romans im Druck heraus. Auch Adam Werner von Themar zählte zu Spangels Freundeskreis und widmete letzterem sogar ein eigenes Gedicht.
Der berühmteste von Spangels Schülern ist jedoch Philipp Melanchthon, welcher als Junge, von 1509 bis 1512 im Haus des Professors lebte, ihm als Famulus diente und seinem Heidelberger Lehrer zeitlebens ein ehrenvolles Andenken bewahrte; er lobte überdies dessen gutes Latein, welches er bei dem bekannten Rudolf Agricola erlernt habe. Melanchthon rühmte ebenso Spangels allgemeine Bildung, seine unparteiischen Prüfungen, sowie seine Verbesserungen in der Lehrweise, die sich unter den damaligen Theologen vorteilhaft auszeichnete und nicht wenig zum Ruhm der Heidelberger Universität beitrug. Außerdem sei der Professor laut Melanchthon ein sehr wohlwollender Mann gewesen, dessen Freundlichkeit und Mildtätigkeit gegen Bedürftige allgemein anerkannt war; der sich jedoch auch durch Geschäftsgewandtheit auszeichnete, so dass ihn der Kurfürst vielfach zu Rate zog und sogar mit der Würde seines Vizekanzlers bekleidete.
Aus den eigenen Angaben Melanchthons ergibt sich jedoch auch klar, dass Spangel bei allem Interesse für den Humanismus, keinesfalls den reformatorischen Glaubenswechsel mitvollzog, sondern zeitlebens ein gläubiger Katholik blieb. Er wurde im Chorumgang der Hl.-Geist-Kirche zu Heidelberg beigesetzt und seine Grabschrift konstatierte, dass Spangel Universität und Kirche gemehrt, all sein Hab und Gut dafür gegeben und nie seinen eigenen Vorteil gesucht habe; sie charakterisierte ihn zudem als „geschickt und wert, treu, fromm, gerecht und hoch gelehrt“. Das Original lautete:

„Du Pallas wast geschuckt vnd wert - Trew, frum, gerecht, vnd hoch gelert - Aigener nutz dich nye hat genert - Die Kirch vnd Hochschul hast gemert - Dyn hab vnd gut all dran gekert - Sie waren beid din woll geert - O Herr hilf, das er sey gewert - Vnd im miltiglichen wert beschert - Din reich, das er hertzlich begert. “

Gemäß einer Erläuterung auf seinem Grabstein war Spangel auch Kanoniker am Heidelberger Hl.-Geist-Stift und Kustos, also geistlicher Hüter der Kirche.

## Werke
(Auswahl)
- „Oratio extemporalis habita ad Maximilianum Romanorum regem“, Universität Heidelberg, 1489 (Huldigungsrede zum Besuch des römisch-deutschen Königs Maximilian I.).
- „Scripta super quattuor libros Sententiarum“, bei Martin Flach, Straßburg, 1490 Komplettscan des Werkes, mit Vorwort von Pallas Spangel
- „Funebris oratio magistri Pallantis Spangel Theologiae professoris ad Universitatem Heidelbergensem facta de Illustrissime domine Margarete morte Conthoralis quondam Serenissimi Principis Philippi Comitis palatini Rheni“, Universität Heidelberg, 1501 (Trauerrede auf Kurfürstin Margarete) Komplettscan der Trauerrede
- „Humberti quinti generalis sacrosancti ordinis predicato magistri sermones ad diuersos status“, 1508, zusammen mit Jakob Wimpheling Komplettscan des Werkes, Pallas Spangel als Mitautor im Vorwort auf Blatt 2 erwähnt.